# Камењане
Камењане (мкд. Камењане) је насеље у Северној Македонији, у северозападном делу државе. Камењане припада општини Боговиње.

## Географија
Насеље Камењане је смештено у северозападном делу Северне Македоније. Од најближег већег града, Тетова, насеље је удаљено 10 km јужно.
Камењане се налази у горњем делу историјске области Полог. Насеље је положено на западном ободу Полошког поља. Источно од насеља пружа се поље, а западно се издиже Шар-планина. Надморска висина насеља је приближно 490 метара.
Клима у насељу је умерено континентална.

## Становништво
Камењане је према последњем попису из 2021. године имало 3.654 становника.
| Национални састав према попису из 2021.‍ | Национални састав према попису из 2021.‍ | Национални састав према попису из 2021.‍ | Национални састав према попису из 2021.‍ | Национални састав према попису из 2021.‍ |
| --------------------------------------- | --------------------------------------- | --------------------------------------- | --------------------------------------- | --------------------------------------- |
|                                         |                                         |                                         |                                         |                                         |
| Албанци                                 | Албанци                                 |                                         | 3.383                                   | 92,6%                                   |
| непописани                              | непописани                              |                                         | 265                                     | 7,2%                                    |

Већинска вероисповест је ислам.